# Jumbleng
Jumbleng is een bestuurslaag in het regentschap Indramayu van de provincie West-Java, Indonesië. Jumbleng telt 4831 inwoners (volkstelling 2010).